# Lasse Lunderskov

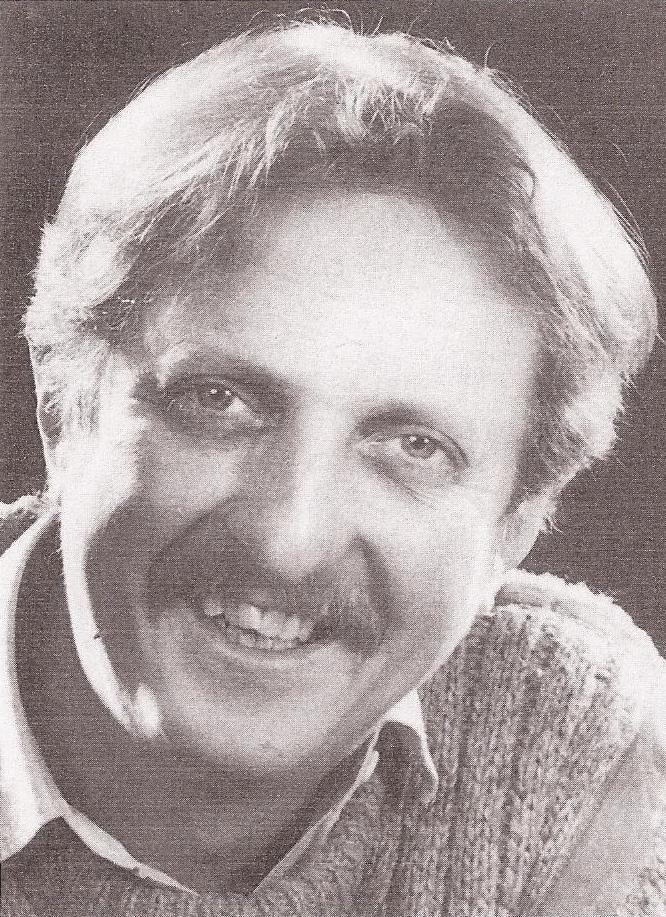
Lasse Lunderskov

Lasse Lunderskov (* 25. November 1947 in Kopenhagen) ist ein dänischer Schauspieler, Musiker und Sänger.

## Leben
Lasse gründete er mit drei Mitschülern auf dem St. Annæ Gymnasium in Kopenhagen seine erste  Band "The Dragons", die sich später in Maxwell bzw. The Maxwells  umbenannte und er dort weiterhin als Sänger sowie Gitarrist mitwirkte.  Anschließend gründete er die Musikgruppe "Flair", wo unter anderem zusammen mit der damals sehr jungen Sanne Salomonsen auftrat, sowie mit Jannie Høeg, Tamra Rosanes Allan Heidinger (später Gert Rostock) spielte. Auch mit dem englischen Gitarristen und Songschreiber Hank B. Marvin arbeitete er in dieser Zeit zusammen.
Des Weiteren trat er mit den bekannten dänischen Musikern Torben Hellborn, Maria Stenz und Niels Harrit auf. Aufgrund der hohen Doppelbelastung zwischen seinen Wirken in der Musik und den Schauspiel-Auftritten in verschiedenen Filmen, zog er sich aus der Musikszene allmählich zurück. Er hatte zwar keine richtige Schauspielausbildung erfahren, spielte aber dennoch in vielen erfolgreichen dänischen Filmen und Fernsehserien mit.  Außerdem gibt er in vielen Animations- und Trickfilmen seine Stimme (Sprechrolle) und ist auch als Synchronsprecher tätig.

## Filmografie

### Darsteller
- 1989: Nissebanden i Grønland (Fernsehserie)
- 1997: Das Auge des Adlers (Ørnens øje)
- 1998: Das Fest (Festen)
- 1999: Kærlighed ved første hik
- 1999: In China essen sie Hunde (I Kina spiser de hunde)
- 1999–2000: Olsen-bandens første kup (dänische Weihnachtsserie)
- 2001: Olsenbande Junior (Olsen-Banden Junior)
- 2001: At klappe med een hånd
- 2001: Grev Axel
- 2001: Jolly Roger
- 2005: Den Rette Ånd
- 2007: Schwarze Nelke (Svarta nejlikan, Sprechrolle)
- 2008: Mina (Kurzfilm-Drama)
- 2011: Orla Frøsnapper (3D Animationsfilm, Sprechrolle)
- 2013: Dicte (Fernsehserie, 1 Folge)
- 2013: Detektiverne
- 2014: Bitter Pill (Kurzfilm)
- 2018: Så længe jeg lever

### Komponist
- 1970 Stille Tage in Clichy (Stille dage i Clichy)
- 1975 La' os være